# Burjasot Negro
Burjasot Negro es un cultivar moderno de higuera común Ficus carica de higos color violeta, muy cultivado en la cuenca del Mediterráneo desde la antigüedad. Se cultiva principalmente en España, Italia, Francia y Portugal. El nombre de Burjasot es por esta localidad de la Comunidad Valenciana España.
Es la variedad cultivada en Provenza para la producción del « 'Figue de Solliès » que se beneficia de una appellation d'origine contrôlée (AOC) desde 2006.

## Sinonimia
- „Burjassot Negra“,[5][6][7]
- „Burjassot Negre“,
- „Bordissot Negra“,
- „Barnissotte“,
- „Bouriageotte“,
- „Brogiotto Nero“,
- „Bourjassotte noire“,
- „Grosso Figo“,
- „Violette de Solliès“,

## Características
Los higos Burjasot Negro tienen forma de lágrima triturada, de color púrpura a negro acanalado. Son densos, firmes y flexibles. 
El receptáculo es delgado, de color verde pálido, la pulpa es carnosa, color rojo intenso de confitura de fresa con muchas semillas finas y beige. 
La olor es elegante, ligeramente intenso con notas vegetales y afrutadas de sandía, melón blanco, fresa y otras frutas rojas. 
El paladar está lleno de un equilibrio dulce y ácido, crujiente y fundente, con un intenso aroma, notas afrutadas y florales.
Los higos con un diámetro generalmente mayor o igual a 40 milímetros se cosechan del 15 de agosto al 15 de noviembre.

## «Figue de Solliès»appellation d'origine contrôlée(AOC)
La higuera de Solliès es un cultivar de higo que se encuentra en la cuenca de Solliès al noreste de Toulon (Var). Representa el 75% de la producción francesa de higos.
La variedad ha sido reconocida como appellation d'origine contrôlée por decreto del 28 de junio de 2006 (Journal officiel de 30 de junio de  2006) bajo la denominación « Figue de Solliès ». A partir de la publicación de este decreto, solo los higos reconocidos pueden hacer referencia a la indicación geográfica Solliès.
Desde diciembre de 2011, a nivel europeo, la apelación « Figue de Solliès » es reconocido como una appellation d'origine protégée y desde el 1 de enero de 2012, los productos etiquetados "Figues de Solliès" deben llevar la denominación de origen protegida (DOP).
Es un higo fresco, de la variedad « Bourjassotte noire », producido exclusivamente en el territorio de las siguientes comunas del departamento de Var:
- Belgentier, Carqueiranne, Cuers, La Crau, La Farlède, La Garde, Hyères, La Londe-les-Maures, Le Pradet, Solliès-Pont, Solliès-Toucas, Solliès-Ville;
- Comunas conservadas en parte: Pierrefeu, Puget-Ville.

figues de Solliès
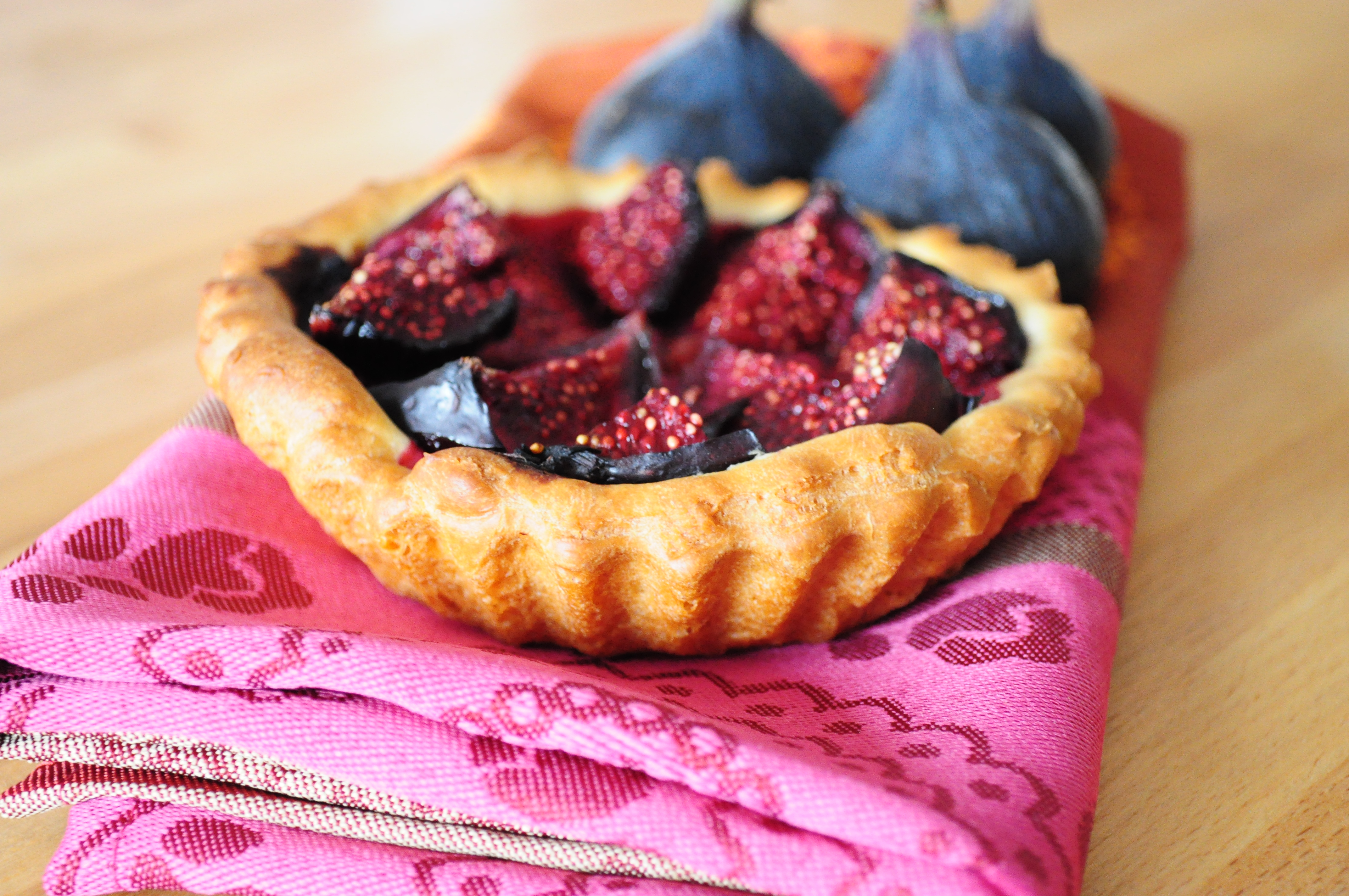
Tarteleta con higos de Solliès
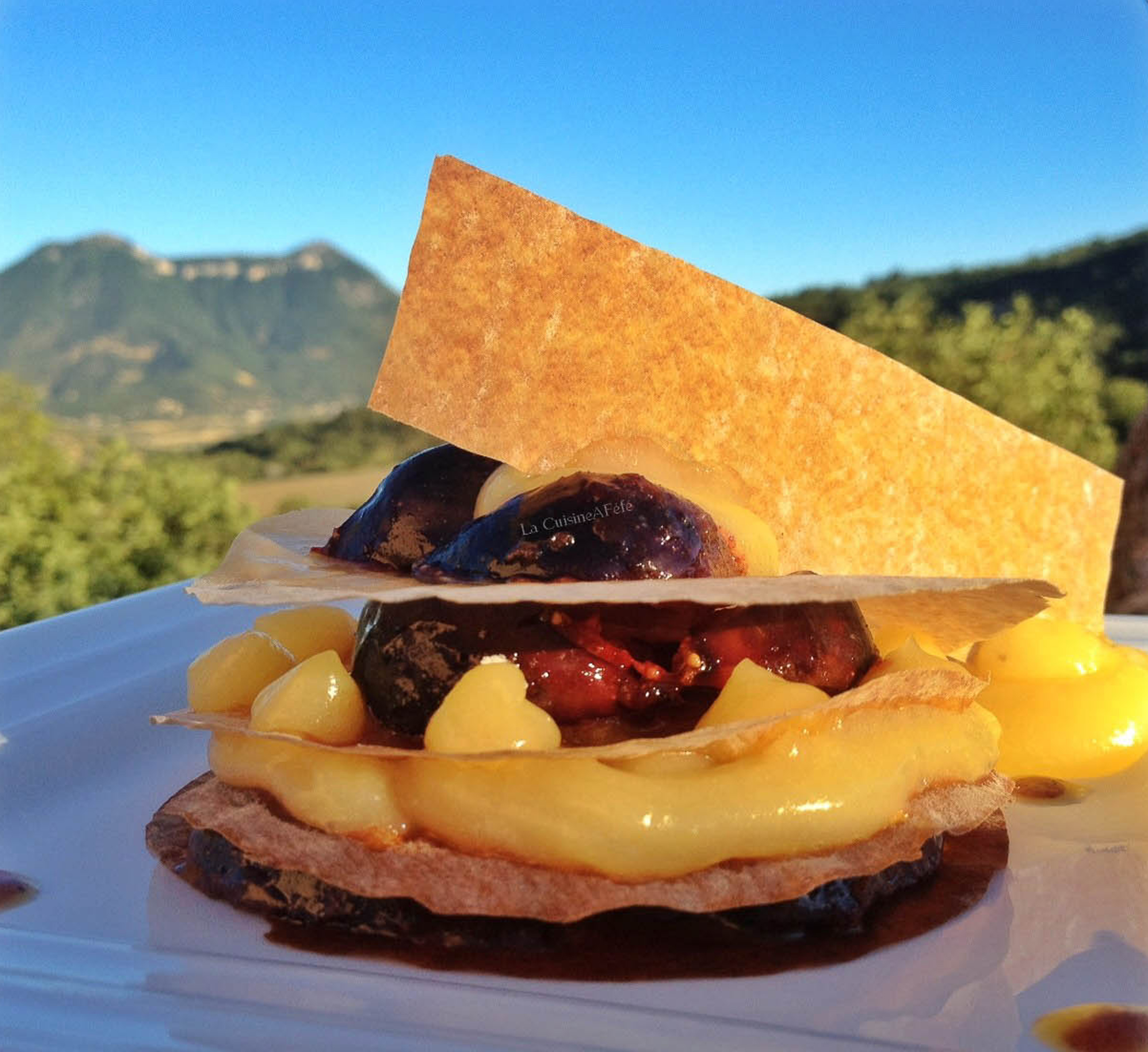
Tarta de figues de Solliès y crema de limón
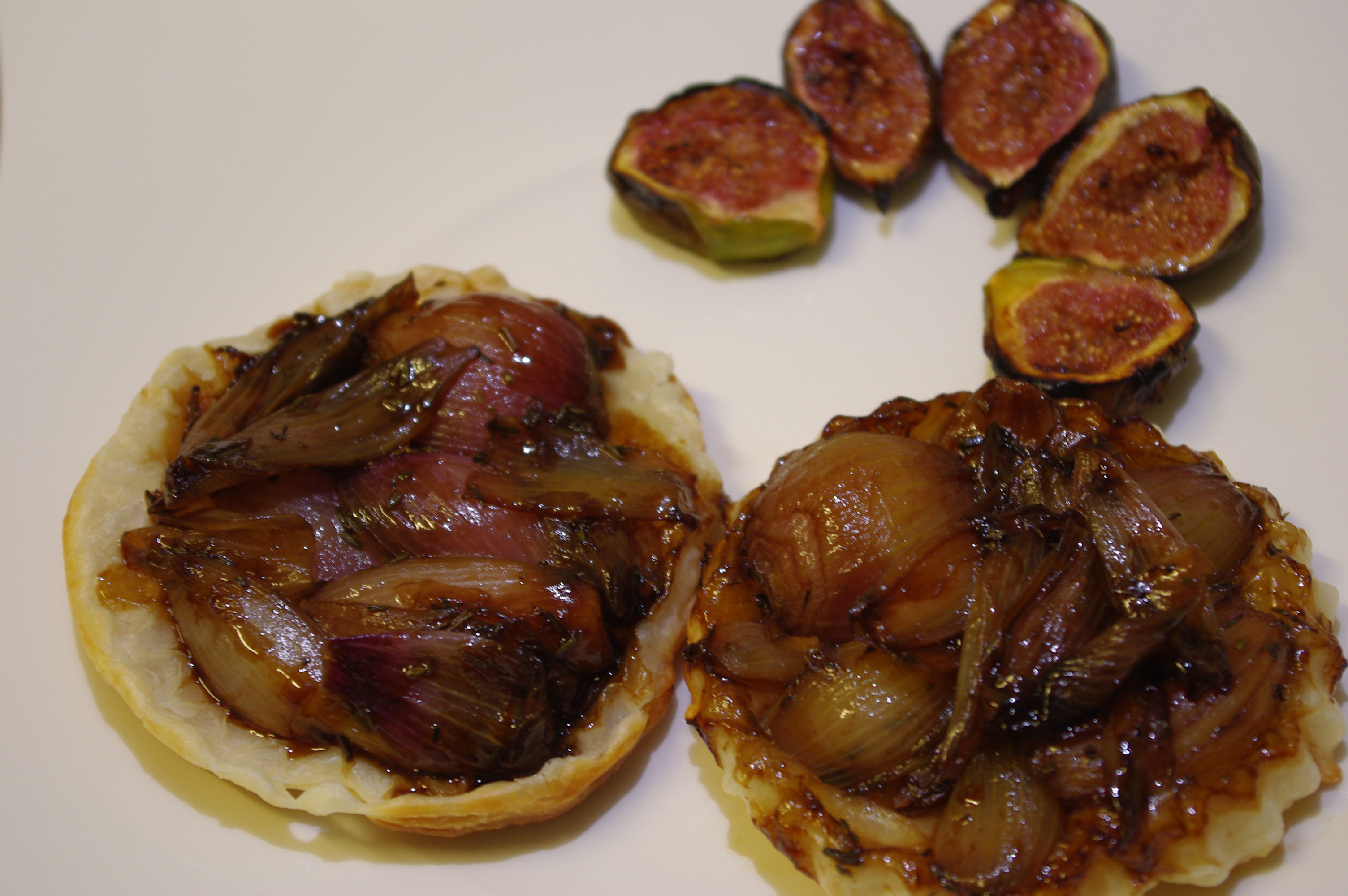
Tatin de chalotas e higos asados.
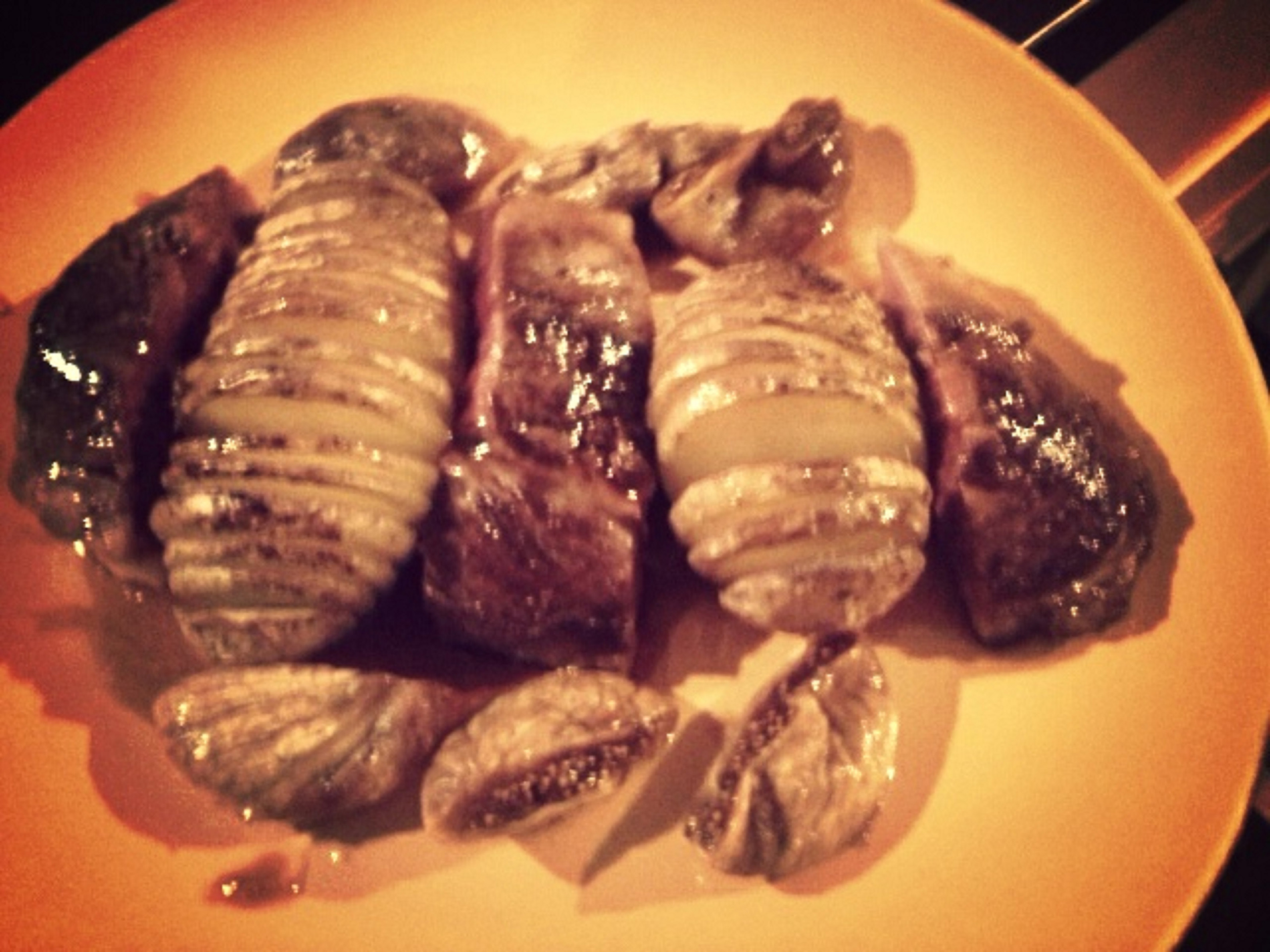
Magret de canard con figues de Solliès, salsa con miel.